# Schmuckzikaden

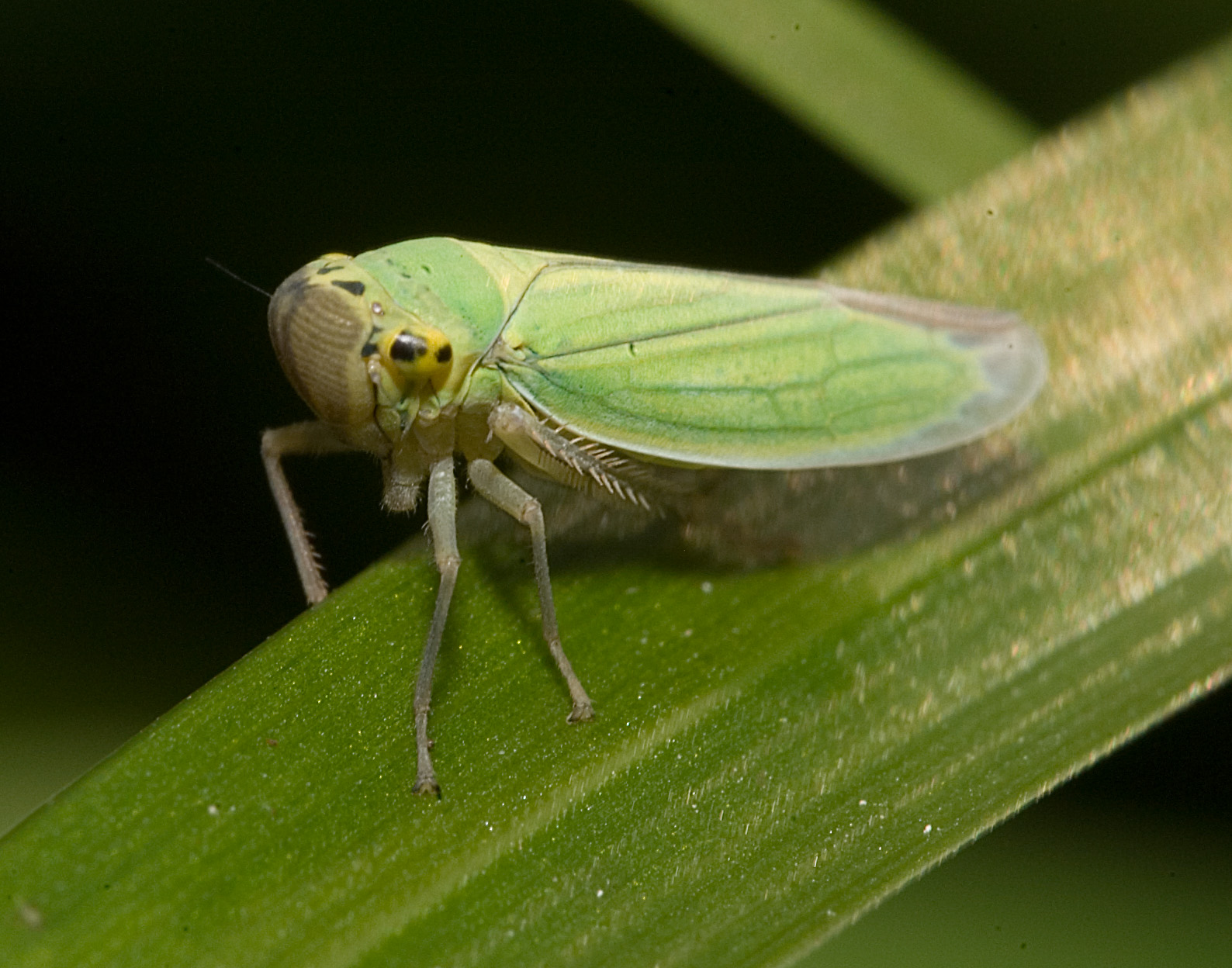
Sumpfschmuckzikade (Cicadella lasiocarpae)

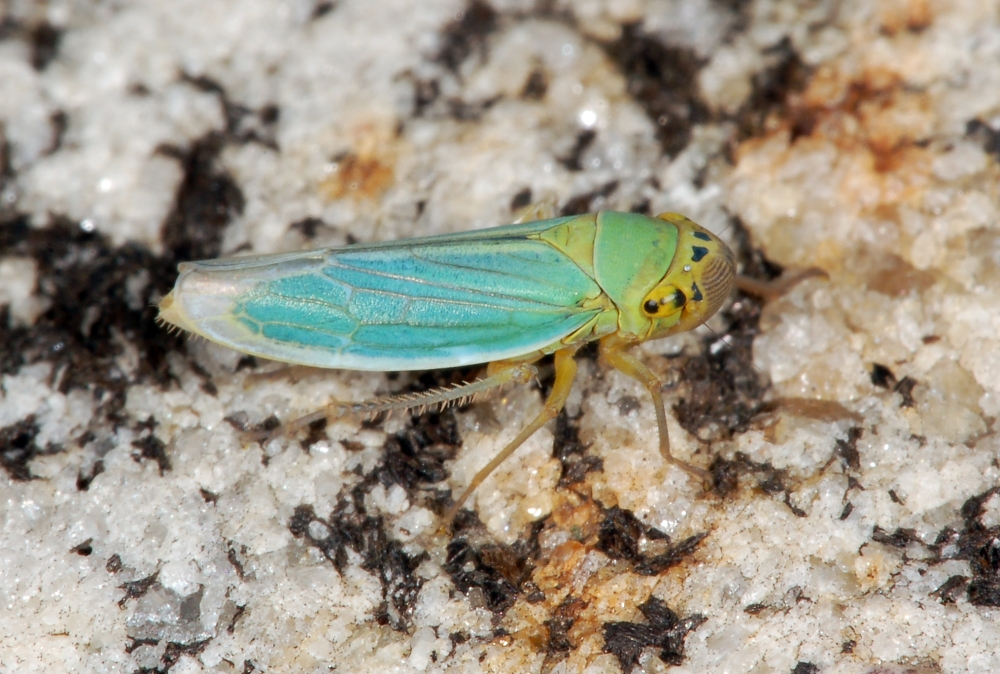
Binsenschmuckzikade (Cicadella viridis)

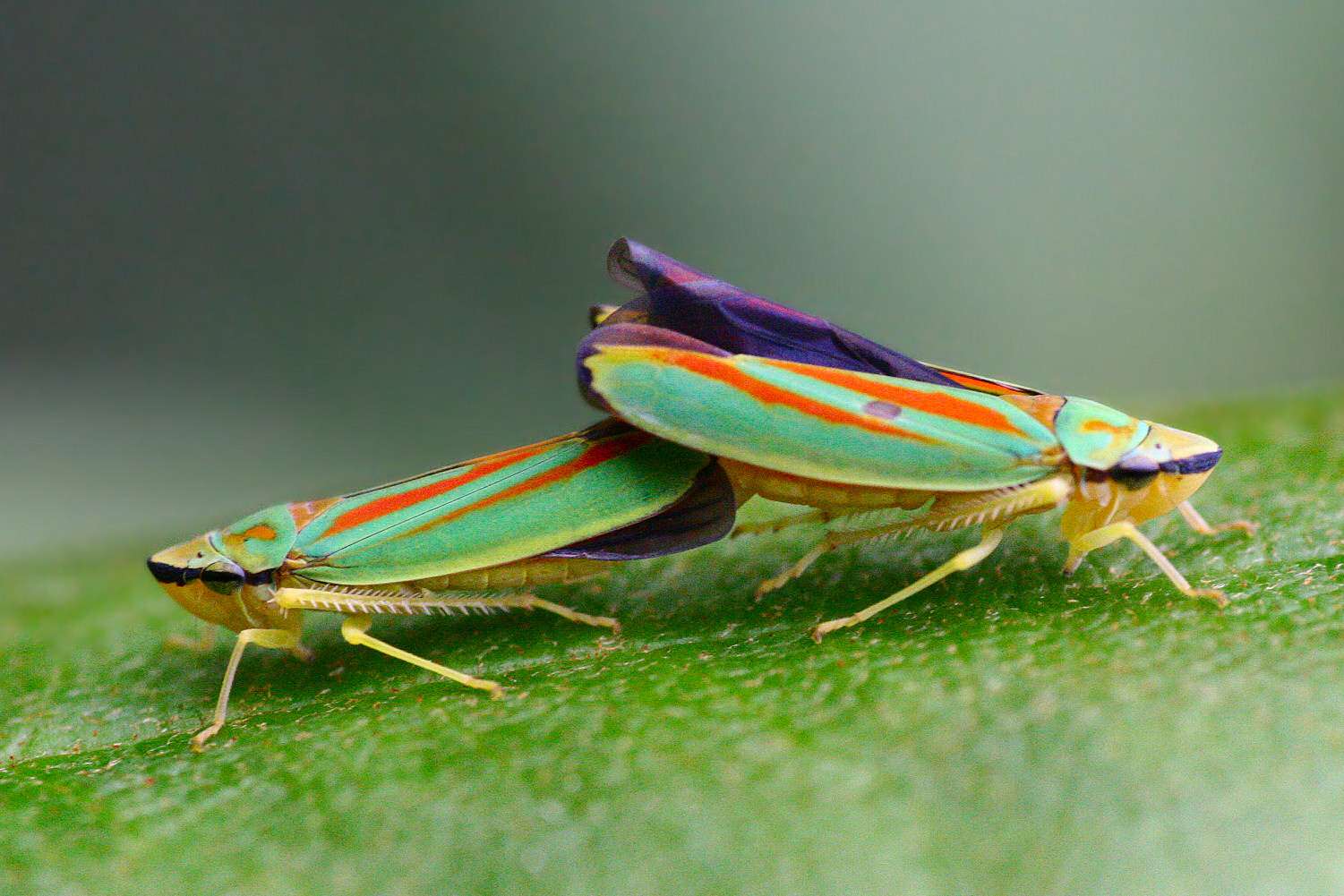
Rhododendronzikade (Graphodephala fennahi)

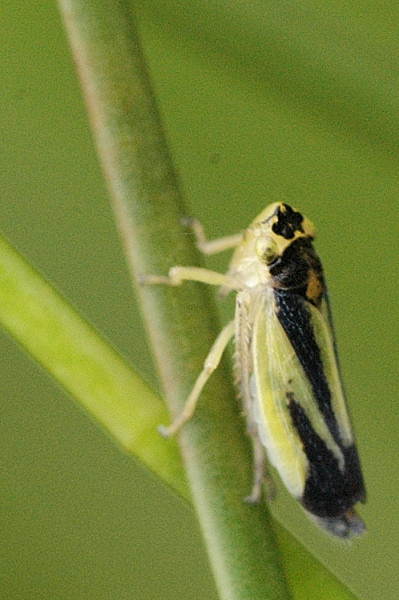
Wiesenschmuckzikade (Evacanthus interruptus)

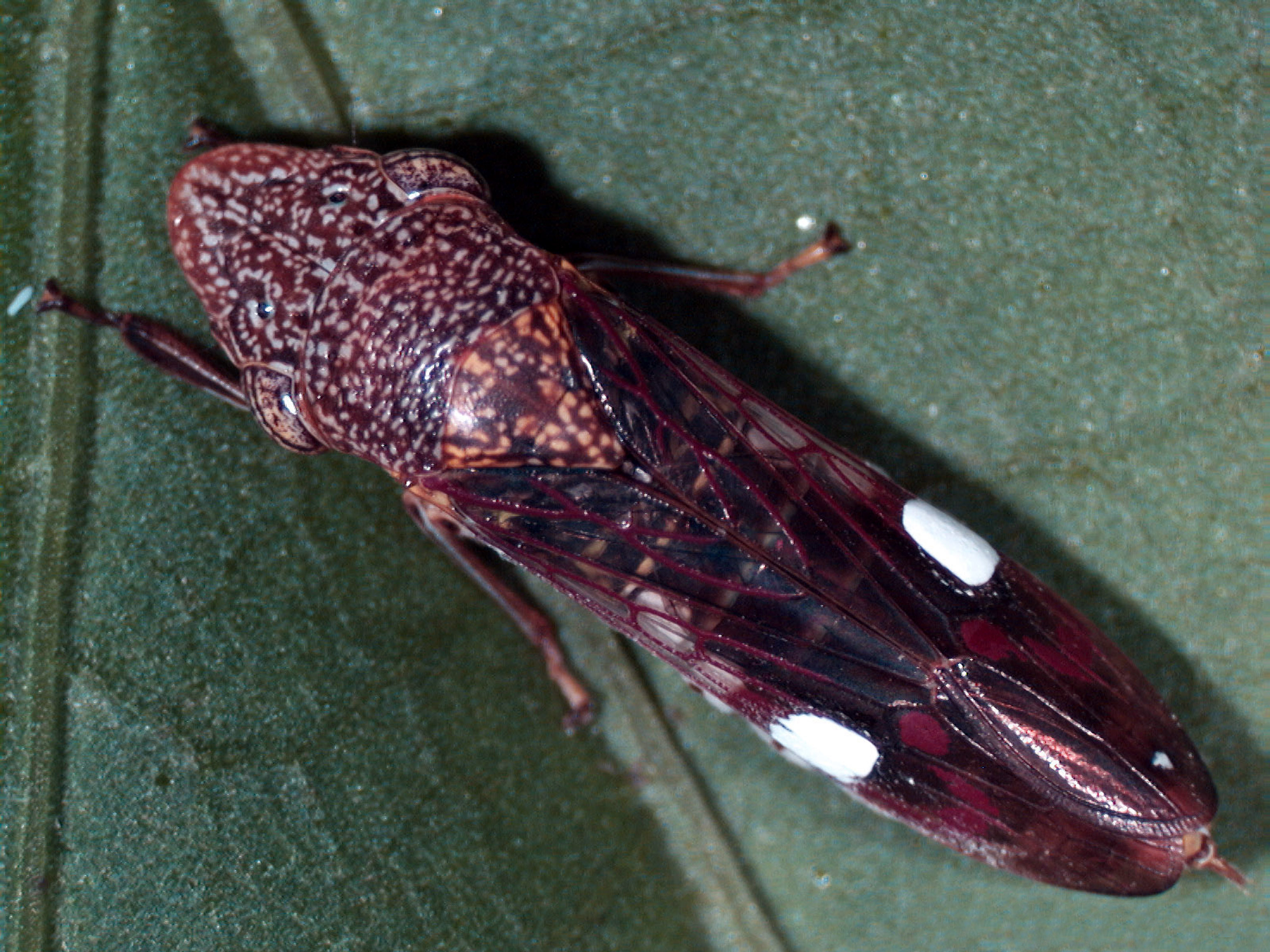
Homalodisca coagulata, engl. glassy-winged sharpshooter, Heimat: Nord- und Südosten der USA, Mexiko.

Die Schmuckzikaden (Cicadellinae) sind eine weit verbreitete Unterfamilie der Zwergzikaden (Cicadellidae) innerhalb der Unterordnung der Rundkopfzikaden (Cicadomorpha). Es handelt sich dabei meist um mittelgroße Arten mit lebhafter, auffälliger und bisweilen kontrastreicher Färbung.

## Merkmale und Lebensweise
Die Tiere sind meist mittelgroß mit lebhafter, auffälliger und bisweilen kontrastreicher Färbung. Die in Zentraleuropa heimischen Arten sind oft recht bewegungsaktiv und daher auffällig. Sie besiedeln sowohl Krautschichten als auch Büsche und Bäume und ernähren sich von Pflanzensäften, die sie mit ihren speziell gebauten, stechend-saugenden Mundwerkzeugen aufnehmen. Sie nutzen den in der Pflanze aufsteigenden Xylem-Saft. Wie bei allen hemimetabolen Insekten verläuft die Entwicklung der Larven direkt, sie und die erwachsenen Tiere besitzen prinzipiell dieselbe Körperstruktur. Mit zunehmendem Alter bilden und vergrößern sich die Anlagen für die Flügel und Genitalarmatur. Die Tiere durchlaufen fünf Larvenstadien. Sie überwintern im Eistadium.

## Verbreitung
Schmuckzikaden sind weltweit mit ca. 350 Gattungen mit 3100 Arten verbreitet. Der Schwerpunkt ihrer Artenvielfalt liegt in der Ostpaläarktis und vor allem in der Neotropis.

## Taxonomie
Bei den Schmuckzikaden handelt es sich um eine Gruppe von Zikaden (Auchenorrhyncha), die in vier Tribus gegliedert werden. In Europa kommen neun Arten in sechs Gattungen vor, davon kommen 6 Arten in 4 Gattungen in Mitteleuropa und einschließlich Deutschland vor.

### Arten in Europa
- Anoterostemmatini
  - Anoterostemma ivanoffi Low, 1885
- Cicadellini
  - Sumpfschmuckzikade (Cicadella lasiocarpae Ossiannilsson, 1981)
  - Binsenschmuckzikade auch Grüne Zwergzikade (Cicadella viridis (Linnaeus, 1758))
  - Rhododendronzikade (Graphocephala fennahi Young, 1977)
- Evacanthini
  - Hainschmuckzikade (Evacanthus acuminatus (Fabricius, 1794))
  - Wiesenschmuckzikade (Evacanthus interruptus (Linnaeus, 1758))
  - Evacanthus rostagnoi (Picco, 1921)
- Errhomenini
  - Bathysmatophorus reuteri Sahlberg, 1871
  - Moosschmuckzikade (Errhomenus brachypterus Fieber, 1866)

### Weitere Arten (Auswahl)
- Acrogonia virescens
- Cuerna costalis
- Cuerna striata
- Errhomus ochoco
- Errhomus pallidus
- Errhomus rivalis
- Errhomus serratus
- Graphocephala atropunctata
- Graphocephala aurora
- Graphocephala hieroglyphica
- Helochara communis
- Homalodisca coagulata (glassy-winged sharpshooter)
- Homalodisca lacerta
- Homalodisca liturata
- Hylaius oregonensis
- Lystridea uhleri
- Pagaronia confusa
- Pamplona spatulata
- Paraulacizes irrorata
- Phera obtusifrons
- Plesiommata tripunctata
- Proconosama columbica[4]

## Wirtschaftliche Bedeutung
Einige Arten der Unterfamilie können durch die Übertragung von Bakterien und Viren in landwirtschaftlichen Kulturen indirekt als Schädlinge auftreten. So überträgt Homalodisca coagulata, engl. glassy-winged sharpshooter, durch ihre Saugtätigkeit das Bakterium Xylella fastidiosa unter anderem in kalifornischen Weinbergkulturen.

### Einzelquellen
Für Einzelaspekte werden folgende Quellen zitiert:
1. ↑  https://fauna-eu.org/cdm_dataportal/taxon/01d38d32-99ca-4a2f-9a9a-caa52bf6f8a7  Webseite offline.
2. ↑  W.E. Holzinger: Vorläufiges Verzeichnis der Zikaden Mitteleuropas (Insecta: Hemiptera: Fulgoromorpha et Cicadomorpha); Preliminary checklist of the Auchenorrhyncha (leafhoppers, planthoppers, froghoppers, treehoppers, cicadas) of Central Europe, Stand 2003 (; PDF; 122 kB), abgerufen am 8. Mai 2007
3. ↑  Herbert Nickel und Reinhard Remane: Artenliste der Zikaden Deutschlands, mit Angabe von Nährpflanzen, Nahrungsbreite, Lebenszyklus, Areal und Gefährdung (Hemiptera, Fulgoromorpha et Cicadomorpha). Beiträge zur Zikadenkunde, 5, S. 27–64, 2002 Volltext (PDF, deutsch; 234 kB)
4. ↑  Cicadellinae National Center of Biotechnology Information NCBI, Zugriff am 7. April 2008
5. ↑  The glassy-winged sharpshooter (GWSS), Homalodisca coagulata and Xylella fastidiosa: An Emerging Success., USDA-Agricultural Research Service Invasive Species Success Stories, PDF (Memento vom 5. Juli 2008 im Internet Archive), Zugriff am 7. April 2008